# Fokker C.X
Fokker C.X là một loại ném bom và trinh sát hạng nhẹ hai tầng cánh của Hà Lan. Nó được thiết kế vào năm 1933. Kíp lái 2 người.

## Biến thể
- C.X Series I : Phiên bản cho Hà Lan
- C.X Series II : Phiên bản cho Phần Lan
- C.X Series III: Phần Lan chế tạo theo giấy phép
- C.X Series IV : Phần Lan chế tạo theo giấy phép

## Quốc gia sử dụng
Phần Lan
- Không quân Phần Lan (39)

 Hà Lan
- Không quân Hoàng gia Hà Lan (20)
- Không quân Lục quân Hoàng gia Đông Ấn Hà Lan (13)

 Cộng hòa Tây Ban Nha
- Không quân Cộng hòa Tây Ban Nha (2)

## Tính năng kỹ chiến thuật (C.X – Phiên bản cho Hà Lan)
Dữ liệu lấy từ Bombers a guide to Bombers of World War II
Đặc điểm tổng quát
- Kíp lái: 2
- Chiều dài: 9,2 m (30 ft 2,25 in)
- Sải cánh: 12,00 m (39 ft 4,5 in)
- Chiều cao: 3,30 m (10 ft 10 in)
- Trọng lượng rỗng: 1.400 kg (3.086 lb)
- Trọng lượng có tải: 2.250 kg (4.960 lb)
- Trọng lượng cất cánh tối đa: 2.900 kg (6.393 lb)
- Động cơ: 1 × Rolls Royce Kestrel, 485 kW (650 hp)

 Hiệu suất bay 
- Vận tốc cực đại: 320 km/h (199 mph)
- Tầm bay: 830 km (516 mi)
- Trần bay: 8.300 m (27.230 ft)
- Vận tốc lên cao: 8,3 m/s ()

Trang bị vũ khí

- 2 × súng máy 7,9 mm (.31 in)
- Giá treo cho 2 quả bom 175 kg (385 lb) hoặc 4 quả bom 100 kg (220 lb)

## Bibliography
- Taylor, H.A.. Airspeed Aircraft since 1931. Putnam. 1970. London. ISBN 370 00110 9